# Zahnradbahn des Hüttenwerks Wasseralfingen
| Streckenlänge: | 1,8 km              |                                                |                                                |
| Spurweite: | 1000 mm (Meterspur) |                                                |                                                |
| Maximale Neigung: | 78,7 ‰              |                                                |                                                |
| Streckengeschwindigkeit: | 8 km/h              |                                                |                                                |
| |                     |                                                |                                                |
| \| \| 0,0 \| Hüttenwerk Wasseralfingen \| Hüttenwerk Wasseralfingen \| \| \| \| normalspuriges Anschlussgleis zur Staatsbahn \| \| \| \| \| Bahnstrecke Stuttgart-Bad Cannstatt–Nördlingen \| \| \| \| \| Forstweg \| \| \| \| \| Beginn Zahnstange \| \| \| \| \| Ende Zahnstange \| \| \| \| 1,8 \| Tiefer Stollen \| Tiefer Stollen \| |                     |                                                |                                                |
| Betriebs-/Güterbahnhof Streckenanfang (Strecke außer Betrieb) | 0,0                 | Hüttenwerk Wasseralfingen                      | Hüttenwerk Wasseralfingen                      |
| Abzweig geradeaus und nach links (Strecke außer Betrieb) |                     | normalspuriges Anschlussgleis zur Staatsbahn   | normalspuriges Anschlussgleis zur Staatsbahn   |
| Kreuzung geradeaus unten (Strecke geradeaus außer Betrieb) |                     | Bahnstrecke Stuttgart-Bad Cannstatt–Nördlingen | Bahnstrecke Stuttgart-Bad Cannstatt–Nördlingen |
| Brücke (Strecke außer Betrieb) |                     | Forstweg                                       | Forstweg                                       |
| |                     | Beginn Zahnstange                              |                                                |
| |                     | Ende Zahnstange                                |                                                |
| Betriebs-/Güterbahnhof Streckenende (Strecke außer Betrieb) | 1,8                 | Tiefer Stollen                                 | Tiefer Stollen                                 |

Die Zahnradbahn des Hüttenwerks Wasseralfingen war eine meterspurige Industriebahn im heutigen Stadtgebiet von Aalen, die von 1876 bis 1924 das Hüttenwerk Wasseralfingen mit der Grube Tiefer Stollen am Fuße der Schwäbischen Alb verband. Sie war die erste Zahnradbahn Deutschlands und zudem die erste schmalspurige Zahnradbahn weltweit.

## Verlauf
Die 1,8 Kilometer lange Strecke mit einer Gleislänge von 3577 Metern nahm ihren Ausgang im Kochertal im heutigen Aalener Stadtteil Wasseralfingen. Kurz nach Beginn unterquerte sie südlich des Bahnhofs Wasseralfingen die Bahnstrecke Stuttgart-Bad Cannstatt–Nördlingen, durchquerte das heutige Werksgelände der Maschinenfabrik Alfing Kessler, um anschließend den Albtrauf am Fuße des Braunenbergs zu bezwingen. Die Trasse überwand dabei einen Höhenunterschied von 70 Metern, die nach dem System von Niklaus Riggenbach ausgeführte Zahnstange im Mittelabschnitt war 763 Meter lang.

## Geschichte

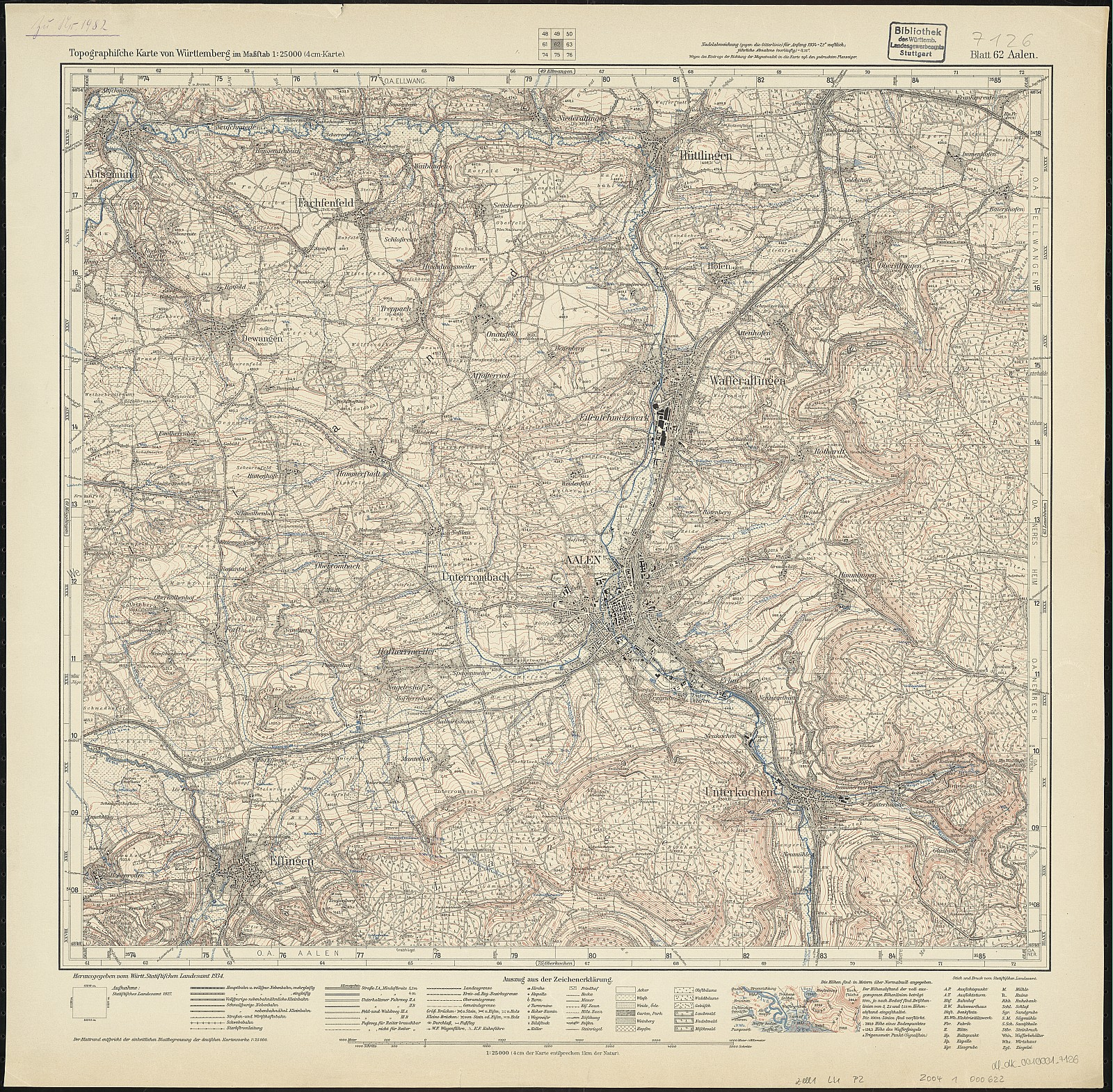
Messtischblatt Nummer 7126 „Aalen“ von 1934 mit dem Restbetrieb bis zur Talstation der Seilbahn, die weitere Trasse ist noch als Weg beziehungsweise Damm zu erkennen. Die Maschinenfabrik Alfing Kessler war damals noch deutlich kleiner als heute.

Die Zahnradbahn entstand unter Leitung des Oberbaurats Georg von Morlok, um die zuvor verwendeten Pferdefuhrwerke mit ihren hohen Transportkosten abzulösen. Die ersten Probefahrten fanden am 26. und 27. September 1876, die offizielle Eröffnung am 1. November gleichen Jahres statt. Die Anlage kostete rund 140.000 Mark, der laufende Meter Zahnstange wurde dabei von Morlok mit 31,2 Mark als besonders kostspielig bezeichnet.
1877 wurden mit fünf Zügen täglich, die aus maximal sechs Kipploren bestanden, täglich 70 Tonnen Erz und 62 Tonnen Schlacke befördert. Im Betriebsjahr 1879/80 betrug die gesamte Transportleistung 22.519 Tonnen, bei maximaler Auslastung wäre das Doppelte möglich gewesen. Mit der Aufgabe des Tiefen Stollens im Jahr 1924 stellte auch die Zahnradbahn ihren Betrieb ein. Lediglich ein Restbetrieb zwischen dem Hüttenwerk und der 1924 eröffneten Seilbahn zur Grube „Süßes Löchle“, deren Talstation sich am unteren Ende des Zahnstangenabschnitts befand, wurde bis 1939 aufrecht gehalten.

## Fahrzeuge
Die einzige Dampflokomotive stammte – wie die Zahnstange – von der von Niklaus Riggenbach gegründeten „Maschinenfabrik der Internationalen Gesellschaft für Bergbahnen“ aus dem schweizerischen Aarau, hatte die Fabriknummer 12 und kostete 26.400 Mark. Sie war 10,8 Tonnen schwer, hatte die Achsfolge B/a-n2t, eine Länge über Puffer von 5230 und einen Achsstand von 1850 Millimetern.
Die 16 zur Eröffnung beschafften und ebenfalls in Aarau gebauten Grubenwagen kosteten 8.484 Mark. Später existierten insgesamt 42 Grubenwagen, die zum Teil im Eigenbau entstanden, sowie zwei Personenwagen. Letztere wurden für besondere Anlässe vorgehalten, beispielsweise ein Besuch des Königs oder anderer prominenter Gäste.
Für den ab 1924 durchgeführten Adhäsionsbetrieb auf dem verbliebenen Teilabschnitt im Tal lieferte die Arnold Jung Lokomotivfabrik 1925 unter der Fabriknummer 3628 eine Dampfspeicherlokomotive, später wurden auch Diesellokomotiven eingesetzt.